# 川島直美
川島直美（日语：川島なお美，1960年11月10日—2015年9月24日），婚後從夫姓鎧塚，生於日本名古屋市守山區，女演員，歌手，DJ。

## 生平
畢業於青山學院大學英語系，在大學期間，就進入日本演藝界。1979年，以歌手身份出道，發行單曲《香檳No.5》。
川島直美曾演出多齣電視劇，其中著名的有《蜥蜴女孩》等。1997年與古谷一行合作電視劇《失樂園》，也被認為是她的代表作之一。
2014年1月，被診斷出罹患膽管癌，進行膽管癌腫瘤切除手術。在手術後，因為擔心化學治療的副作用會影響她在舞台上的演出，只採取食療等民間療法。
2015年9月24日，因膽管癌，在東京的醫院內病逝。

## 家庭
2009年與糕點師鎧塚俊彦結婚。